# Melbourne Lufthavn
Melbourne Lufthavn (IATA: MEL, ICAO: YMML), almindeligvis kendt som Tullamarine Airport, er den primære lufthavn, der betjener byen Melbourne i delstaten Victoria i Australien. Den åbnede i 1970 og erstattede den nærliggende Essendon Lufthavn. Melbourne Lufthavn er den primære internationale lufthavn af de fire lufthavne, der betjener Melbournes storbyområde, hvor den anden internationale lufthavn er Avalon Lufthavn.